# フキユキノシタ
フキユキノシタ（蕗雪の下、学名：Micranthes japonica ）は、ユキノシタ科チシマイワブキ属の多年草。以前はユキノシタ属（Saxifraga ）とされていたが、分子系統解析の結果からユキノシタ属の数種とともに、チシマイワブキ属（Micranthes ）に分割された。

## 特徴
根茎は径1cm内外になる。根出葉に長さ20-30cmになる長い葉柄があり、葉身は径3-15cmになる卵形から卵円形で、基部は心形で、縁には不ぞろいのとがった鋸歯がある。葉はふつう無毛。
花期は7-8月。高さ20-80cmになる花茎を出し、円錐花序状に、まばらに多数の白色の花をつける。花茎には葉が無いかまれに1個つき、花茎、花軸、花柄に軟毛がはえる。苞は下部のものは卵形、上部のものは披針形になる。花弁は長さ3-4mmの長倒卵形で5弁あり、背面の中脈は暗赤紫色を帯びる。花弁は花後すぐに落ちる。雄蕊は花弁と同長かすこし長く、10個あり、開裂直前の葯は濃赤紫色になる。雌蕊は2個の心皮からなり、基部のみが合着する。果実は長楕円形の蒴果で長さ7-11mm。種子は紡錘形で長さ1.1mmになる。

## 分布と生育環境
日本固有種。北海道、本州の東北地方、中部地方以北の日本海側、四国の剣山に分布し、低山帯から亜高山帯の渓流沿いの岩上や砂礫地に生育する。

## ギャラリー
- 根出葉は長い葉柄をもつ。